# Johan Philipsen
Johan Philipsen, född 27 april 1911 i Lundtoftbjerg, död 11 april 1992 i Søgård, var en dansk politiker (Venstre) och minister. Han var arbetsminister och bostadsminister i Poul Hartlings regering 1973-1975.

## Bakgrund
Johan Philipsen växte upp på familjegården Lundtoftbjerg utanför Åbenrå. Nordslesvig var vid denna tid fortfarande en del av den tyska provinsen Schleswig-Holstein och fadern, Kresten Philipsen (1886-1962), var aktiv i kampen för före detta hertigdömet Slesvigs återförening med Danmark. Johan Philipsen fick således privatundervisning av en tysk lärarinna (1917-1919), sedan av en dansk lärarinna efter Nordslesvigs återförening med Danmark 1920. Han skrevs in på Gråsten realskole 1921 och tog examen därifrån 1926. Han blev därefter upplärd inom jordbruk, fick undervisning på Gråsten landbrugsskole (1930-1931) och var förpaktare för gården Søgårdsmark (1939-1945). Han tog över familjegården 1948 och drev den till 1974, då han lämnade över den till sonen Kresten Philipsen.
Från och med 1950-talet var Philipsen engagerad inom det sydjylländska näringslivet, främst inom livsmedels- och elförsörjningsbranscherna. Inom livsmedelsbranschen var han ordförande av Holbøl Andelsmejeri (1953-1963), styrelseledamot och sedermera ordförande av Gråsten Andelsslagteri (1952-1958 resp. 1958-1970) och ordförande av Slagteriregion Syd (1970-1973). Inom elbranschen var han styrelseledamot, sedermera vice ordförande (1956-1973), av Sønderborg och Åbenrå amters elektricitetsförsörjning (1948-1973), styrelseledamot, varav som ordförande (1962-1973), av Sønderjyllands högspänningsverk (1950-1973) samt vice ordförande och initiativtagare till ELSAM, ett samarbetsorgan mellan de sydjylländska och fynska elkraftverken, och elektricitetsrådet till 1971.

## Politisk karriär
Philipsen var politiskt engagerad i det liberala agrarpartiet Venstre. Han var ledamot i Kliplevs sockenstämma (1958-1962) och partiets folketingskandidat i Åbenrås valkrets från 1957. Han var suppleant i Folketinget (1960-1961) och blev invald 1964. Han representerade dessutom Venstre i Radiorådet, det högsta beslutande organet för Danmarks Radio, 1971-1973. Han förlorade sitt mandat i Folketinget 1973 med en hårsmån; endast 27 röster saknades. Han utsågs dock till Danmarks arbets- och bostadsminister i Poul Hartlings minoritetsregering, som tillträdde 19 december 1973. På dessa poster genomförde han bland annat en form av bostadsbidrag i ett avtal tillsammans med Socialdemokratiet. I juni 1974 ingick han ett avtal tillsammans med Det Konservative Folkeparti, Socialdemokratiet och Det Radikale Venstre om fler investeringar i nya bostäder. Detta avtal genomfördes av den efterföljande socialdemokratiska regeringen 1975. Som arbetsminister utökade han arbetsmiljölagstiftningen, bl.a. med ett förbud mot vissa brandfarliga och hälsovådliga upplösningsmedel vid byggnadsarbeten.
Poul Hartlings regering blev kortlivad och avgick efter valet 1975, trots Venstres valframgångar. Philipsen återvände som ledamot i Radiorådet 1978 och blev samma år ordförande i Udenrigspolitisk Nævn.

## Övriga förtroendeposter
- Styrelseledamot av Sønderjydsk Frøforsyning og Plantningsselskabet Sønderjylland
- Ledamot av Handelsbanken i Gråsten (till 1973)
- Styrelseledamot av A/S Åbenrå Tanklager og Sydjydsk Andelsolieindkøb (till 1973)